# أسطورة لعنة الفرعون
أسطورة لعنة الفرعون هي الرواية رقم 9 من سلسلة ما وراء الطبيعة التي تصدرها المؤسسة العربية الحديثة ضمن روايات مصرية للجيب للكاتب أحمد خالد توفيق تعد السلسلة أول سلسلة روايات عربية في أدب الرعب.

## أحداث الرواية

### الجزء الأول: الطبيب
يروى رفعت إسماعيل دوره في القصة، أنه قام أخيرا بأتخاذ خطوة جريئة وقام بخطبة هويدا، وفي يوم من الأيام يتم أستدعائه من قبل مجلس الأثار، ليطلبوا من فحص مومياء فرعون قام بفحصها خمسة من العلماء كلهم لاقوا حتفهم، حيث يجدوا على وجههم أقصى علامات الرعب، ولا يوجد في جسمهم أي قطرة دماء.
و يعزى رفعت الأمر إلى لعنة الفراعنة، ويقرر رفعت فحصها ويأخذ عينات من الجلد والاوعية الدموية والبكتريا والفطريات وبعض البلورات لفحصهم ويدسهم في علبة سجائره، ثم يسافر رفعت إلى الإسكندرية لرؤية هويدا وفي الكافتريا تأخذ هويدا منه علبة السجائر لمنعه من التدخين، ثم يذهبون إلى السينما ويفاجأ رفعت هناك بشخص معالم وجهه غير واضحة في الظلام ينظر إليه دائما، فيقرر رفعت مغادرة السينما مع هويدا ثم يوصلها إلى بيتها، ويسافر إلى القاهرة وعندما يعود يفاجأ بالدكتور رمزى حبيب يخبره بوفاة محمد رجب الذي قام بفحص المومياء معه، ويتصل به عادل ليخبره أن هويدا لم ترجع بعد منذ أن كانت بصحبته.

### الجزء الثاني: الفتاة
تروى هويدا عبد المنعم دورها في القصة، منذ أن تعرفت على رفعت حتى الخطوبة، ثم تحكى عن اليوم الذي قابلها رفعت فيه، وما حدث في الكافتريا بعد أن أخذت من علبة السجائر، وما حدث في السينما وتوصيله لها، وبينما هي تصعد إلى شقتها تفاجأ بشخص معالم وجهه غير واضحة في الظلام يقف أمام الباب، وأينما تذهب يتبعها فتذهب إلى صديقتها هند، وتنام معها حتى الصباح، وعندما تعود إلى المنزل تفاجا بأن الجميع مجتمع من كثرة قلقهم عليها.
يقرر عادل المبيت مع هويدا وأمها - حماته - لحمايتهما، وفي أثناء الليل يهاجم شيء غريب غرفة نوم هويدا، ويحاول عادل صده لكنه يفشل، وفي الوقت نفسه تتلقى هويدا اتصال من رفعت، يخبرها أن تتخلص من علبه سجائره، فتخبره أنها بالداخل في غرفة نومها الموصودة مع الشئ.

### الجزء الثالث: الصديق
يروى د. رمزى حبيب دوره في القصة، منذ بداية إيجاد مقبرة الفرعون وفحص المومياء وموت العلماء الخمسة، ويستعين برفعت إسماعيل بعد أن قرأعن مقال عن الحوداث الخارقة للطبيعة التي عاشها، ويحكى عن فحص المومياء وموت محمد رجب، ثم يذهب إلى نادر المصور الذي كان يصور عملية الفحص ويرى شيء عجيب في صور الفيلم، حيث تظهر البلورات التي وجودها في المومياء وتؤثر على الفيلم.
و يستدعى رمزى رفعت ويخبره أن البلورات هي التي تجذب لعنة الفرعون، فيتذكر مكان علبة السجائر ويطلب من هويدا أن تتخلص منها، فيطلب منها رمزى أن تحضر عسلا وبصلا وأن تضعهم في دائرة وتقف هي ومن معها في وسطها، لأن العسل والبصل يطرد هذا الشئ، وينجحون في طرده في النهاية، ثم تم القضاء على أحشاء الفرعون - مصدر الشر - في مصنع للحديد والصلب، وتم أغلاق مقبرته وأعادة المومياء إلى مكانها أتقاء لشره لتنتهى في النهاية لعنة الفرعون.

## أبطال الرواية
- رفعت إسماعيل : طبيب أمراض الدم والأستاذ الجامعي الكهل المقيم بالقاهرة، نحيل، أصلع، ذو عوينات، يعاني من كتيبة من الأمراض منها على سبيل المثال لا الحصر : القرحة المعدية، ضيق الشرايين، الربو الشعبي، التهاب الرئة، آلام المفاصل، قلق، متشائم، نحس يقع في المصائب.
- عادل توفيق : صديق طفولة رفعت وعميد في مديرية أمن الإسكندرية، يربطه برفعت رباط روحي وثيق.
- هويدا عبد المنعم : خطيبة رفعت إسماعيل الذي يطاردها الفرعون.
- رمزى حبيب : عالم المصريات الذي يستعين برفعت إسماعيل من أجل أن يكشف سر لعنة الفرعون.

## آراء ونقاش حول الرواية
لمعرفة المزيد من التفاصيل والآراء حول الموضوع راجع منتدى شبكة روايات التفاعلية 